# Ospedale dei martiri di al-Aqsa
L'ospedale dei martiri di al-Aqsa (in arabo مستشفى شهداء الأقصى الحكومي‎?) è un ospedale pubblico di Dayr al-Balah nella striscia di Gaza. È gestito dal Ministero della salute di Gaza insieme all'Agenzia delle Nazioni Unite per il soccorso e l'occupazione dei profughi palestinesi nel vicino oriente (UNRWA) e a diverse organizzazioni non governative, tra cui Medici senza frontiere.

## Storia
L'ospedale è stato istituito nel 2001 dal Ministero della salute palestinese nell'ambito di un piano per fronteggiare l'emergenza umanitaria scaturita dalla seconda intifada.
L'ospedale è stato colpito diverse volte durante il conflitto israelo-palestinese: una prima volta nel 2014 durante l'operazione Margine di protezione, provocando quattro morti e la distruzione dei dipartimenti di medicina interna, chirurgia e operazioni; successivamente il Comitato internazionale della Croce Rossa ne ha finanziato la ricostruzione. Un altro attacco si è registrato nell'ottobre 2024, causando un incendio in una tendopoli per profughi allestita nel cortile e provocando almeno quattro morti e circa 40 feriti.
Nel 2017 è stato inaugurato il reparto di radiologia e tomografia computerizzata grazie ad una donazione di circa 7 milioni di dollari statunitensi da parte della Qatar Charity. Successivamente nel 2020 è stato inaugurato il reparto maternità e bambini con una capacità di circa 74 posti letto, di cui è stata poi annunciata nell'ottobre 2023 la chiusura e il trasferimento presso l'ospedale di al-Awda, sito nel campo profughi di Jabalya.